# جوزيف وليام بلانكنشيب
جوزيف وليام بلانكنشيب (1862-1938) (بالإنجليزية: Joseph William Blankinship)‏ هو عالم نبات أمريكي.